# جواز سفر أنتيغي
يتم إصدار جواز سفر أنتيغوا وبربودا لمواطني من أنتيغوا وبربودا للسفر الدولي. جواز سفر الأنتيغي يعتبر أيضا جواز سفر كاريكوم لان أنتيغوا وبربودا عضوا في مجموعة الكاريبي.
اعتبارا من عام 2016، يمكن لمواطني أنتيغوا وبربودا السفر بدون تأشيرة أو بتأشيرة عند الوصول إلى 134 بلدا وإقليما، وصنف الجواز بأنه أفضل ثلاثين جواز سفر في العالم وفقا لمؤشر قيود التأشيرة. حاملي جواز سفر أنتيغي يمكن ان يسافروا إلى كندا وهونغ كونغ وسنغافورة والمملكة المتحدة وأوروبا وغيرها دون الحصول على متطلبات تأشيرة الدخول.